# Ulrik Frederik von Suhm

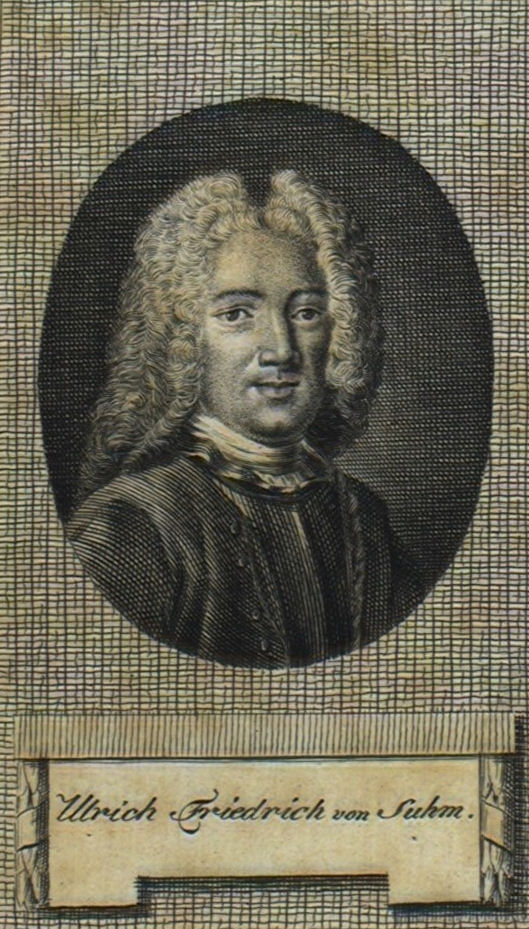
Ulrik Frederik von Suhm

Ulrik Frederik von Suhm (* 4. Juli 1686 in Pinneberg; † 26. November 1758 in Kopenhagen) war ein dänischer Admiral, Deputierter und Ritter von Dannebrog.

## Familie
Ulrik Frederik von Suhm entstammte der dänischen Adelsfamilie Familie Suhm und war ein Sohn des königlich dänischen Staatsrat und Amtsverwalter in Pinneberg Heinrich von Suhm (1636–1700) und der Margareta Dorothea von Felden (1648–1711).
Seine Brüder waren unter anderem der sächsische Diplomat Burchard von Suhm (1686–1758) und der kursächsische Generalmajor Ernst Heinrich von Suhm (1668–1729). Die beiden Diplomaten Ulrich Friedrich von Suhm (1691–1740) und Nicolaus von Suhm (1697–1760), der Schoutbynacht Heinrich von Suhm (1693–1744) sowie der kursächsische Generalleutnant Peter von Suhm (1796–1760) waren seine Neffen.
Suhm war seit 1718 mit Hilleborg Cathrine Lerche (1701–1767), Tochter des königlich dänischen Etatsrat und Kammerjunker Christian Lerche, Herr auf Nielstrup und Engestofte, vermählt. Aus der Ehe gingen eine Tochter († jung), der Historiker Peter Frederik Suhm (1728–1798) und ein weiterer Sohn († jung) hervor.

## Leben
Suhms Laufbahn begann als Marinekadett unter der Förderung seines Verwandten Admiral Christopher Ernst von Støcken (1664–1711). In den Jahren 1705–1708 stand er in englischen Kriegsdiensten, wo er unter Admiral Shovel im Mittelmeer während des spanischen Erbfolgekriegs an Kämpfen teilnahm. Zurück bei der dänischen Marine wurde Suhm 1709 Sekondeleutnant, stieg im selben Jahr noch zum Premierleutnant auf, wurde 1711 zum Kapitänleutnant, dann 1714 zum Kapitän sowie 1723 zum Kommandeurkapitän, 1736 zum Schoutbynacht, 1739 zum Vizeadmiral und schließlich 1742 zum wirklichen Admiral befördert.
An den Kämpfen des Großen nordischen Krieges nahm er bereits teil. Seit 1710 war Suhm Chef auf verschiedenen Schiffen, nahm 1715 an Kämpfen gegen die Schweden vor Jasmund teil und operierte 1718 gemeinsam mit der englischen Flotte in der Ostsee.
Im Jahr 1728 wurde er neben weiteren Marineoffizieren von Friedrich IV. entlassen, woraufhin Suhm mit seiner Familie zwei Jahre bei Christian Siegfried von Plessen auf Schloss Næsbyholm lebte und in der dortigen Verwaltung wirkte. In dieser Zeit versuchte auch Graf Seckendorff Suhm für kaiserliche Dienste zu gewinnen, was dieser jedoch ablehnte, möglicherweise auch weil er ein sehr glaubensfester Protestant war.
Im Jahr 1730, nach dem Tod Friedrichs IV. trat er erneut in den Marinedienst und wurde Chef der Holmen während Graf Friedrich Danneskiold-Samsøe oberster Marineverwalter wurde. Gemeinsam gestalteten beide den Wiederaufbau der dänischen Flotte, waren jedoch ebenfalls maßgeblich in die Intrige gegen Benstrup, dem Chef des Schiffsbaus, verwickelt, was letztlich zum Zerwürfnis zwischen Danneskiold und Suhm führte, sowie in dessen erneuter Entlassung im Jahre 1743 gipfelte.
Noch einmal zog Suhm daraufhin für drei Jahre zu Plessen nach Næsbyholm. Mit der Thronbesteigung Friedrichs V. kehrte er jedoch umgehend in den aktiven Dienst zurück und übernahm sofort sein altes Amt als Chef auf Ny- und Gammelholm. In dieser Stellung blieb er bis 1756.
Bei der Königskrönung 1747 erhielt er den Dannebrog-Orden. Im Jahr 1754 wurde Suhm Präsident der dänischen Vestindisk-Guineischen Kompagni. Nach seiner Entlassung als Chef der Holmen erhielt er den Rang eines Generals und wurde zum Militärdeputierten in dem kombinierten Admiralitäts- und Generalkommissionskollegium ernannt. In dieser Stellung blieb er bis zu seinem Tod.